# Публий Попилий Ленат (трибун 86 пр.н.е.)
Публий Попилий Ленат (на латински: Publius Popillius Laenas) e политик на Римската република през началото на 1 век пр.н.е. Произлиза от фамилията Попилии, клон Ленат.
През 86 пр.н.е. или 85 пр.н.е. той е народен трибун. През 85 пр.н.е. консули са Луций Корнелий Цина и Гней Папирий Карбон.